# Glenoleon stigmatus
Glenoleon stigmatus is een insect uit de familie van de mierenleeuwen (Myrmeleontidae), die tot de orde netvleugeligen (Neuroptera) behoort. 
Glenoleon stigmatus is voor het eerst wetenschappelijk beschreven door Banks in 1910.